# Wilczyniec (województwo zachodniopomorskie)
Wilczyniec (niem. Wilksfreude) – wieś w północno-zachodniej Polsce, położona w województwie zachodniopomorskim, w powiecie gryfickim, w gminie Płoty.
Polską nazwę Wilczyniec w miejsce niemieckiej Wilksfreude wprowadzono 13 maja 1949 roku. Przejściowo stosowano także nazwę Niewierz.
W latach 1975–1998 miejscowość należała administracyjnie do województwa szczecińskiego.
W 2002 roku wieś liczyła 3 mieszkalnych budynków, w nich 3 mieszkań ogółem, z nich 3 zamieszkane stale. Z 3 mieszkań zamieszkanych 1 mieszkanie wybudowano między 1945 a 1970 rokiem, 1 — między 1979 a 1988 rokiem i 1 — między 1989 a 2002, łącznie z będącymi w budowie.
Od 14 osób 3 było w wieku przedprodukcyjnym, 6 — w wieku produkcyjnym mobilnym, 4 — w wieku produkcyjnym niemobilnym, 1 — w wieku poprodukcyjnym. Od 12 osób w wieku 13 lat i więcej 2 mieli wykształcenie średnie, 5 — zasadnicze zawodowe, 4 — podstawowe ukończone i 1 — podstawowe nieukończone lub bez wykształcenia.
Od 2008 roku wieś współtworzy "Sołectwo Lisowo". Wcześniej Wilczyniec należał do Sołectwa Wyszogóra.

## Ludność[2]
W 2011 roku w miejscowości żyło 17 osób, z nich 10 mężczyzn i 7 kobiet; 3 było w wieku przedprodukcyjnym, 10 — w wieku produkcyjnym mobilnym, 4 — w wieku produkcyjnym niemobilnym.